# .asia
.asiaとは、スポンサー付きトップレベルドメイン（sTLD）の一つ。2006年12月7日に正式承認された、アジア太平洋向けのトップレベルドメインである。アフガニスタン（.af）、ブータン（.bt）、中華人民共和国（.cn）、インドネシア（.id）、インド（.in）、イラン（.ir）、日本（.jp）、カンボジア（.kh）、大韓民国（.kr）、カザフスタン（.kz）、モンゴル（.mn）、マカオ（.mo）、ニウエ（.nu）、ニュージーランド（.nz）、フィリピン（.ph）、シンガポール（.sg）、タジキスタン（.tj）、台湾（.tw）、ウズベキスタン（.uz）、ベトナム（.vn）の各国ccTLDを管理するNICが主なスポンサーとなっている。管理団体のDotAsia Organisationは、香港に拠点を持つ（ccTLD以外のTLDを管理する団体はアジア太平洋地域では初）。